# Ахалдаба (містечко)
Ахалдаба (груз. ახალდაბა) — даба (містечко) у Боржомському муніципалітеті, мхаре Самцхе-Джавахеті, Грузія.

## Географія
Ахалдаба розташована березі річки Мткварі, за 12 км від Боржомі, на висоті 760 м над рівнем моря. Містечко оточене змішаними лісами (ялина, сосна, ялиця, дуб, бук, граб та інші).

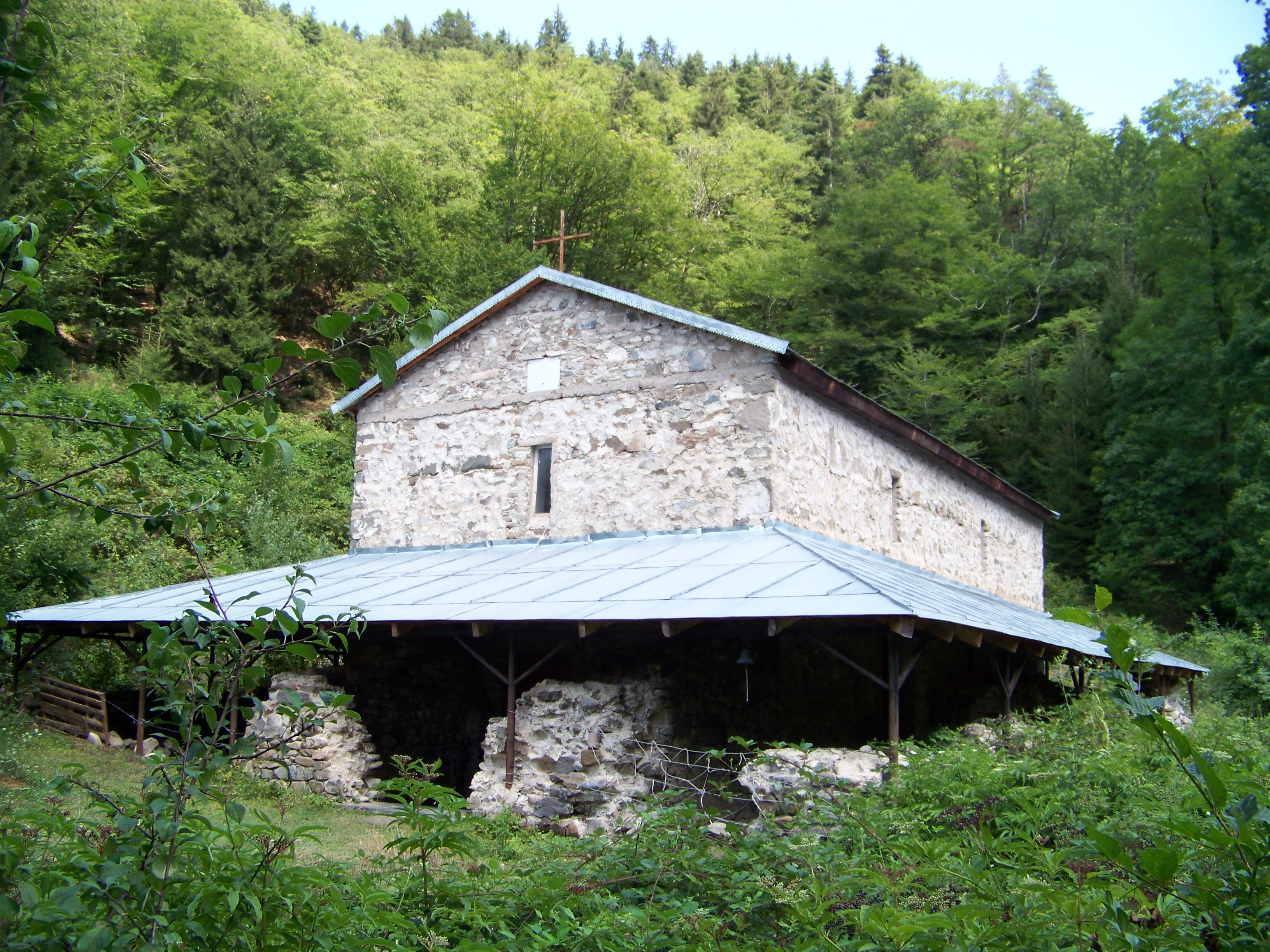
Церква святого Георгія

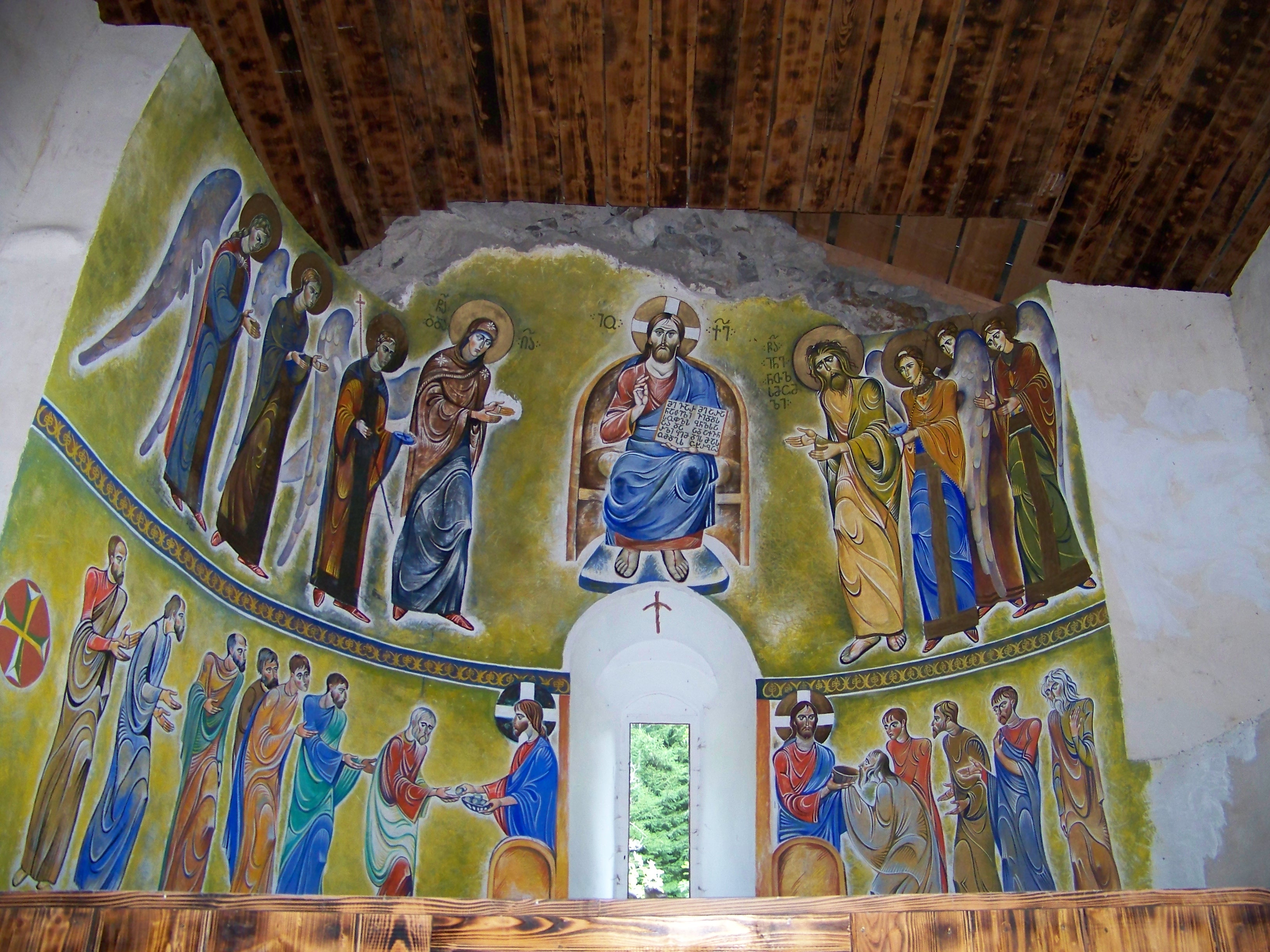
Стінопис церкви святого Георгія

## Клімат
Клімат у Ахалдабі вологий субтропічний клімат. 
Середньорічна температура — 11.1 °C. Середньорічна норма опадів — 765 мм.

## Історія
Вперше у письмових джерелах Ахалдаба згадується у другої половини XIII століття.
1965 року Ахалдаба отримала статус селища міського типу.

## Демографія
Чисельність населення Ахалдаби, станом на 2014 рік, налічує 1586 осіб, з яких 99% — грузини.

## Бальнеологічний курорт
У Ахалдабі є термальні джерела гідрокарбонат-сульфатно-натрієвої води різної температури і складу. Джерела розташовані в ущелині річки Недзвура, притоки Мткварі. На базі одного з джерел діє бальнеологічний курорт.

## Пам'ятки
У Ахалдабі, на правому березі річки Недзвура, на вершині гори, знаходяться руїни фортеці IX-X століттях.

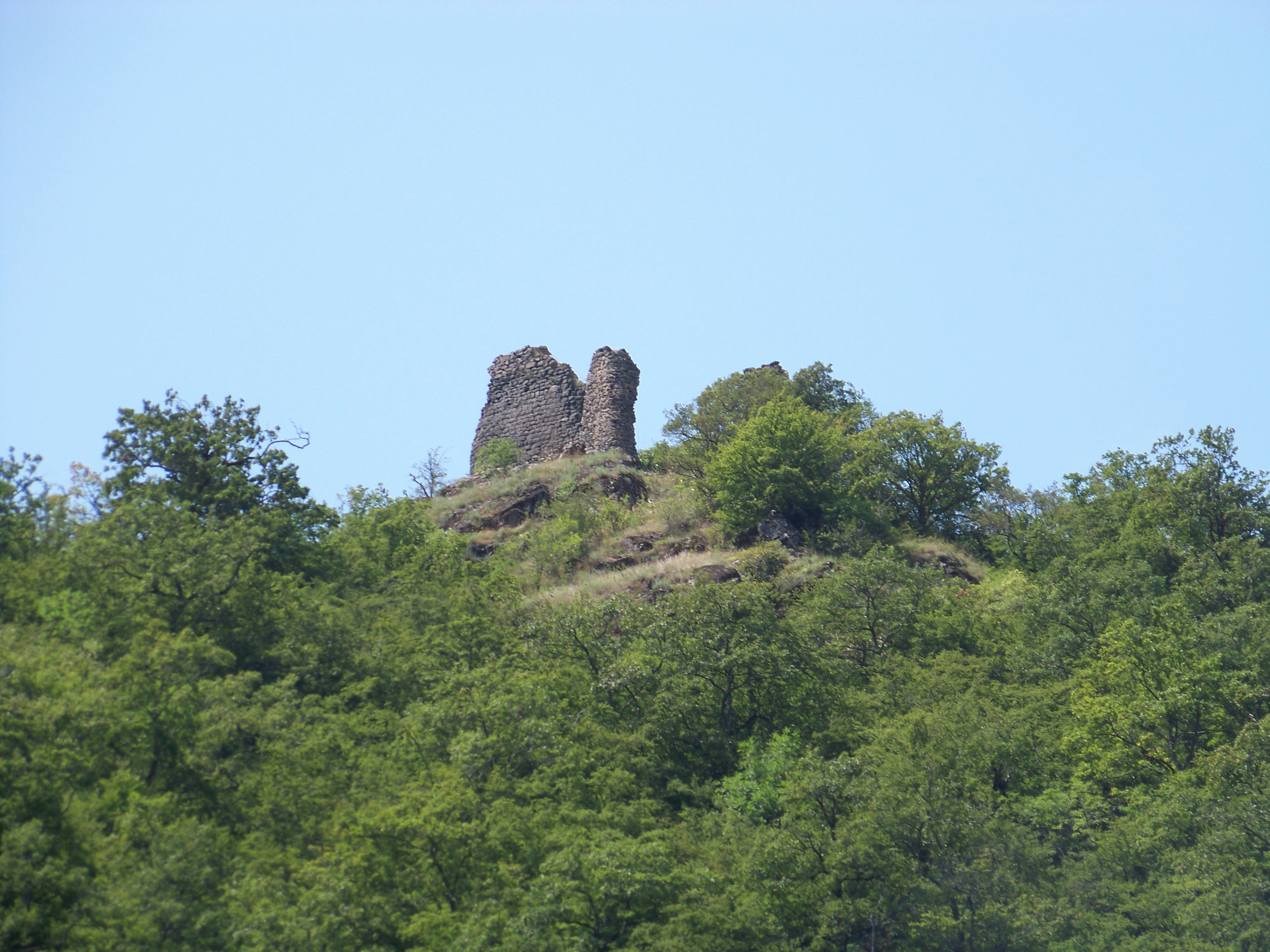
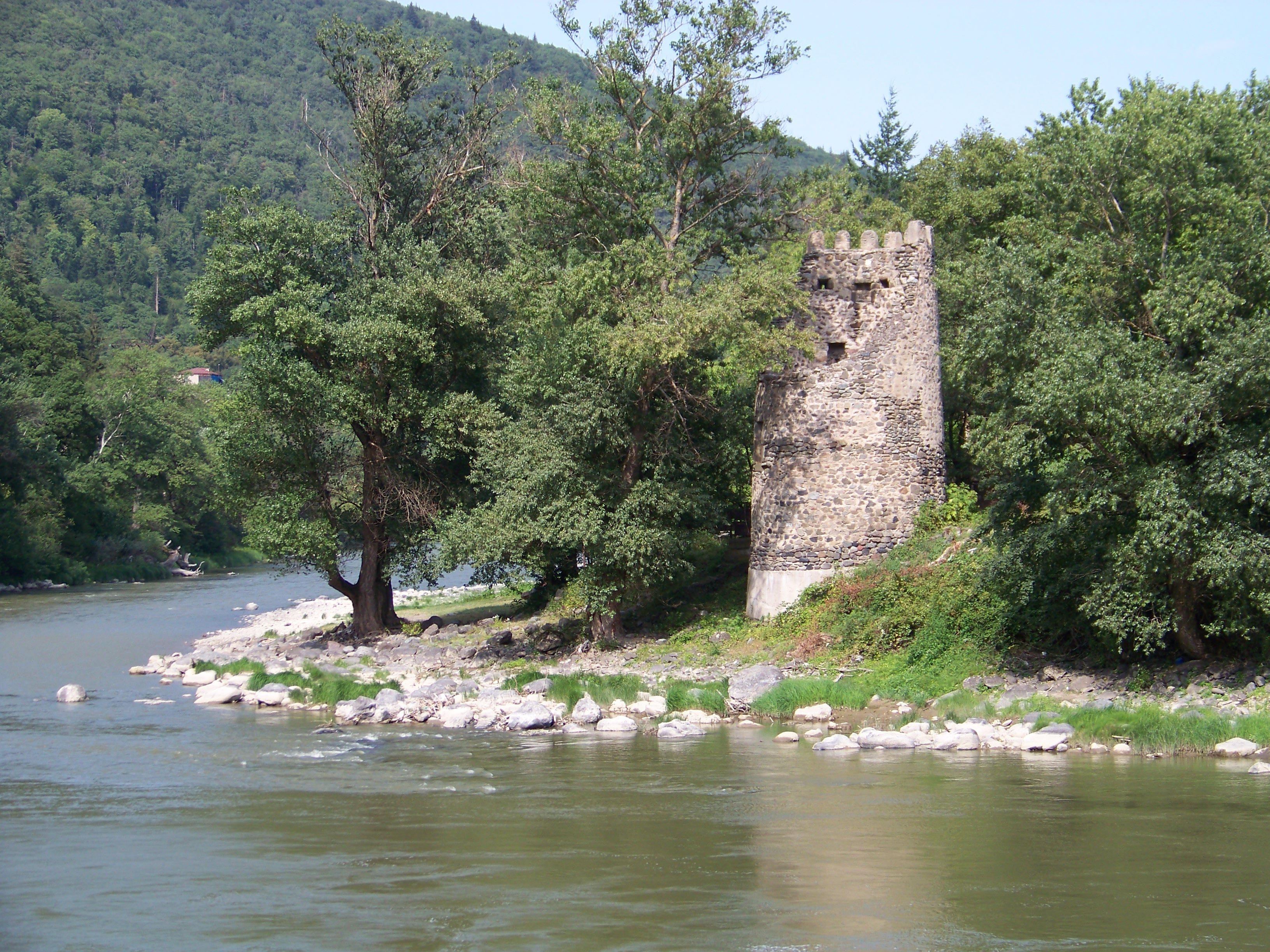
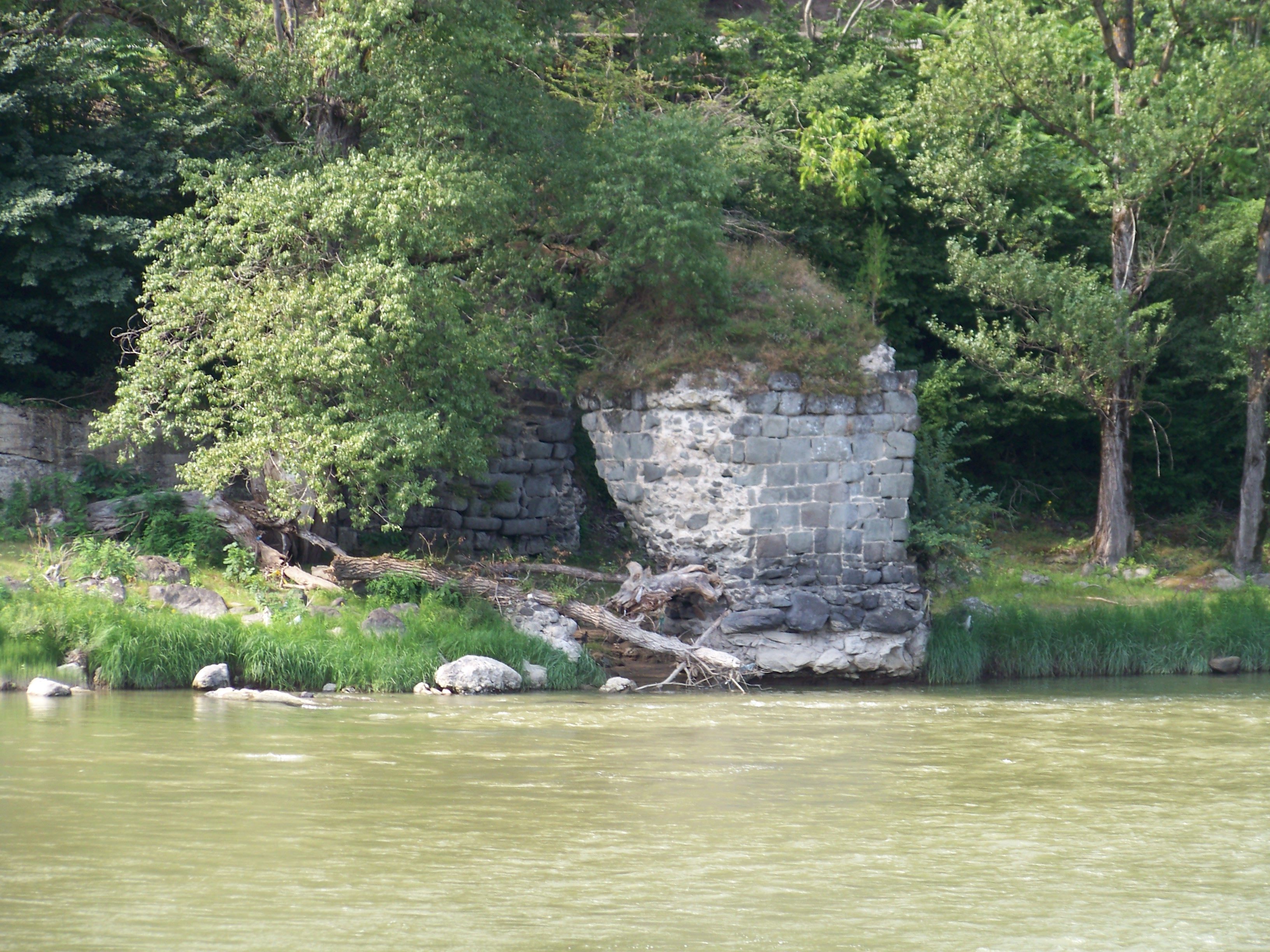

## Транспорт
У селищі розташована залізнична станція, на лінії Хашурі — Вале.